# Cristina Soledad Sánchez Esquivel
Cristina Soledad Sánchez Esquivel (n. 1979, Nuevo León, México) es una asesina serial mexicana quien estuvo activa en 2010, en el  municipio de García, Nuevo León, México. Asesinó a entre 5 y 6 personas, todos hombres dedicados al oficio de taxista, por lo cual mediáticamente fue apodada como "La Matataxistas". Ella habría contado con la complicidad de un hombre llamado Aarón  Herrera Pérez, de 27 años de edad.

## Antecedentes
Cristina Sánchez nació en el seno de una familia pobre, durante su niñez fue víctima de abusos sexuales en múltiples ocasiones. Quedó embarazada a temprana edad, dando a luz a su primera hija a los 16 años de edad, de nombre María Guadalupe, ésta tenía 15 años para el momento de que su madre fue arrestada. Procreó otros cinco hijos más - 3 mujeres además de María y 2 varones - siendo el menor de tan sólo 5 años de edad para el momento del arresto. Su vecinos declararían que ella solía ser una madre amorosa y atenta con sus hijos.